# Рудик Пилип Сергійович
Пилип Сергійович Рудик (нар. 22 березня 1987, Ленінград, СРСР) — білоруський гравець у ногом'яч російського походження, півзахисник футбольної команди «Шахтар» з міста Солігорськ. Майстер спорту Республіки Білорусь міжнародного класу.

## Життєпис
Вихованець футбольної школи «Зміна» (Санкт-Петербург). Перший напктник - Альберт Олександрович Дзугуров.
У 2005 році на запрошення напутника «Нафтана» В'ячеслава Акшаева перейшов в новополоцьку команду.
У березні-квітні 2009 року Бернд Штанге викликав його до лав збірної. Згодом широкого розголосу набули його висловлювання стосовно клубу «БАТЕ» перед півфінальною грою Кубку. Керівництво борисовчан вимагало відсторонення гравця, а пізніше - дисциплінарних покарань. «Нафтан» вийшов у фінал Кубку, в якому переміг солігорський «Шахтар». Згодом історія отримала продовження: в сезоні 2010 Пилипа замінили на 88-й хвилині матчу 24-го туру чемпіонату, в якому «Нафтан» зустрічався з «БАТЕ». Вболівальники засвистували його гру, тому він зняв шорти та показав трибунам господарів голі сідниці.
В кінці 2009 року дав інтерв'ю газеті «Прессбол», в якому сказав, що «трохи втомився від одного клубу». Це стало головною причиною переходу гравця в перелік трансферних гравців. Не зважаючи на це півзахисник залишився в команді ще на сезон. За словами колишнього партнера по команді та збірній Дмитра Верховцова це були «просто виховні заходи, все буде нормально».
8 січня 2011 Пилип Рудик уклав угоду з «БАТЕ». Згадуючи інцидент з вболівальниками борисовчан він заявив, що постарається якомога швидше довести грою, що він свій в команді. Після однієї з ігор чемпіонату Пилип підійшов до трибуни прихильників «БАТЕ» та попросив вибачення за минуле.
4 липня 2013 перейшов в оренду в «Гомель» до кінця сезону. У 2014 році виступав за казахстанські команди «Атирау» і семейський «Спартак». В липні 2015 року уклав угоду з солігорським «Шахтарем».

### Командні
- Чемпіон Білорусі (2):

БАТЕ: 2011, 2012
- Володар Кубка Білорусі (1):

Нафтан: 2008-09
- Володар Суперкубка Білорусі (2):

БАТЕ: 2011, 2013